# IC 128
IC 128 је спирална галаксија у сазвјежђу Кит која се налази на листи објеката дубоког неба у Индекс каталогу.
Деклинација објекта је - 12° 37' 28" а ректасцензија 1h 31m 23,9s. Привидна величина (магнитуда) објекта IC 128 износи 14,6 а фотографска магнитуда 15,3. IC 128 је још познат и под ознакама MCG -2-4-63, PGC 5659.